# Aeroportul Khorramabad
Aeroportul Khorramabad (IATA: KHD, ICAO: OICK) este un aeroport din Khorramabad, Central District⁠(d), Khorramabad County⁠(d), Provincia Lorestan, Iran ce deservește zona Khorramabad. A fost deschis în 1976 și numit după zona deservită.
Situat la o altitudine de 1.153 m, aeroportul dispune de o singură pistă.